# Hansjörg Rey
Hansjörg Rey   (Kenzingen, 4 de juny de 1966), més conegut com a Hans Rey i anomenat sovint Hans "No Way" Rey, és un pioner del bicitrial i el ciclisme de muntanya extrem. Nascut i criat a Alemanya, de nacionalitat suïssa i resident a Califòrnia, Rey va començar a practicar aquesta mena de ciclisme cap al final dels setanta i el 1999 fou introduït en el Mountain bike hall of fame.

## Trajectòria
Al llarg de la seva carrera, Rey guanyà diversos campionats de bicitrial amb diferents bicicletes, fins que d'ençà de 1987 passà a pilotar-ne exclusivament de la marca GT i s'establí als EUA, des d'on continuà la seva carrera i s'especialitzà també en competicions i exhibicions de mountain bike. El 1997 decidí retirar-se de la competició per a poder dedicar-se a explorar el món amb la seva bicicleta de muntanya, creant amb aquesta intenció el Hans Rey Adventure Team, del qual és l'únic membre permanent. Des d'aleshores, Rey va fer una sèrie de viatges d'exploració que varen ser filmats per a la televisió. També ha protagonitzat pel·lícules com ara Tread (1994), ha aparegut com a convidat a la sèrie de televisió Pacific Blue (1995-1998) i ha participat en la cerimònia de cloenda dels Jocs Olímpics d'Estiu de 1996, a Atlanta.
El 2005, Hans Rey fundà Wheels4Life, una organització benèfica que proporciona bicicletes a persones necessitades de mitjans de transport als països del tercer món.

## Palmarès internacional en Trialsín
| Any  | Categoria | C. del Món | C. d'Europa |
| ---- | --------- | ---------- | ----------- |
| 1984 | Juvenils  | -          | 3r          |
| 1985 | Experts   | -          | 2n          |
| 1986 | Sènior    | 2n         | -           |